# Raimond Aumann
Raimond Aumann (Augsburg, 12 oktober 1963) is een Duits gewezen voetballer die speelde als doelman. Hij speelde het grootste deel van zijn carrière namens FC Bayern München.

## Carrière
Aumann verruilde in de zomer van 1980 FC Augsburg voor de jeugdopleiding van FC Bayern München. In 1982 stroomde hij door naar de eerste selectie. In zijn eerste twee seizoenen kwam hij echter niet tot speelminuten en was hij tweede keus achter Jean-Marie Pfaff. In het seizoen 1984/85 brak Aumann door en kwam hij tot 20 competitiewedstrijden. De seizoenen erna bleef hij echter steeds tweede keus achter Pfaff. Na het vertrek van Pfaff naar Lierse SK in 1988, werd Aumann eindelijk eerste doelman van Die Bayern.
Aumann won uiteindelijk vele prijzen met FC Bayern München, waaronder zes landstitels en tweemaal de DFB-Pokal. In 1994 verkaste hij naar het Turkse Beşiktaş JK, waarmee hij in zijn eerste seizoen de Süper Lig wist te winnen. Eind 1995 beëindigde de doelman zijn carrière.
Aumann speelde tussen 1989 en 1990 viermaal in het Duits voetbalelftal.

## Erelijst
FC Bayern München
- DFB-Pokal (2): 1983/84, 1985/86
- Bundesliga (6): 1984/85, 1985/86, 1986/87, 1988/89, 1989/90, 1993/94
- Europacup I: Runner-up 1986/87

Beşiktaş JK
- Süper Lig: 1994/95

Duitsland
- Wereldkampioenschap: 1990

1 Illgner ·
2 Reuter ·
3 Brehme ·
4 Kohler ·
5 Augenthaler ·
6 Buchwald ·
7 Littbarski ·
8 Häßler ·
9 Völler ·
10 Matthäus  ·
11 Mill ·
12 Aumann ·
13 Riedle ·
14 Berthold ·
15 Bein ·
16 Steiner ·
17 Möller ·
18 Klinsmann ·
19 Pflügler ·
20 Thon ·
21 Hermann ·
22 Köpke ·
Coach: Beckenbauer